# Motte du moulin de Pommerit
La motte du moulin de Pommerit est située à Pommerit-le-Vicomte en France.

## Localisation
La motte est située sur le territoire de la commune de Pommerit-le-Vicomte, dans le département des Côtes-d'Armor en région Bretagne.

## Description
La fortification, dominant la vallée du Trieux, est constituée d'un tertre et d'un enclos. Le tertre de forme ovale, long de 55 m, large de 35 m et haut de 10 m, est situé à l'extrémité ouest du site. La base est chemisée, côté est, par un appareillage de gros blocs de pierres ; la plate-forme sommitale est intacte.

## Historique
La motte est inscrite au titre des monuments historiques par arrêté du 28 novembre 1995.